# پورتالبرا
پورتالبرا (به ایتالیایی: Portalbera) یک کومونه در ایتالیا است که در استان پاویا واقع شده‌است.

## خصوصیات
پورتالبرا ۴٫۷ کیلومترمربع مساحت و ۱٬۴۳۴ نفر جمعیت دارد.